# شیله (دهانه)
شیله یک دهانه برخوردی در ماه‌ است.